# Jean Cavaillès
Jean Cavaillès (Saint-Maixent-l'École, 15 mei 1903 – Arras, 17 februari 1944) was een Frans filosoof en logicus, gespecialiseerd in wetenschapsfilosofie en filosofie van de wiskunde. Hij was tijdens de Tweede Wereldoorlog een van de grondleggers en een van de meest merkwaardige en consequente figuren van het Frans verzet, oprichter van Libération, stichtend lid van Libération-Nord en Cohors-Asturies.

## Biografie
Cavaillès stamt uit een oud hugenoots geslacht uit de Tarn en de Pyreneeën met voorwereldlijke ervaringsdeskundigheid in het maquis (de "Camisards"). Zijn grootoom langs vaderskant was Eugène Casalis (1812-1891), stichter van de Missions Protestantes, etnograaf-linguïst van de Lesotho en directeur van de "Missions évangéliques de Paris". Langs moederskant was de grootvader een protestants bekeerling, stammend uit een even vurig katholieke familie. Jeans vader, Ernest Cavaillès (1872-1940), was beroepsmilitair en niet gespeend van intellectuele, meer bepaald geografische en historische belangstelling. Hij was onder meer de vertaler van C.R.L. Fletchers en Rudyard Kiplings A School History of England. Diens broer Henri Cavaillès (1870-1951) werd hoogleraar geografie in Bordeaux. De militaire loopbaan van vader (hij werd luitenant-kolonel) bracht het gezin Cavaillès van garnizoen tot garnizoen, wat niet bevorderlijk was voor een consistente en gestaag continue schoolcarrière voor hun kinderen Gabrielle (1901-2001) en Jean. Daarentegen wel voor een eigenzinnige en solitaire zin voor zelfstudie. De familiale atmosfeer is religieus en patriottisch, maar ook republikeins en dreyfusgezind. En Jean en zijn oudere zus Gabrielle, zijn latere biografe (Ferrières 1950/1982/2003), zouden vanuit die gezamenlijke jeugd door een innige band aan elkaar vastgeklonken blijven (levenslang, en langer).
Na een voorbereidingsjaar aan het Lycée Louis-le-Grand (Parijs) komt Cavaillès in 1923 als eerste uit het ingangsexamen voor de École Normale Supérieure (rue d'Ulm). Hij behaalt een licentie wiskunde en voltooit in 1927 zijn "diplôme d'études supérieures" in filosofie met een thesis over "La philosophie et les applications du calcul des probabilités chez les Bernouilli" (een werkstuk dat verloren is gegaan). Zijn promotor en voornaamste leermeester is de neokantiaan en kritisch intellectualist Léon Brunschvicg. Daarnaast volgt hij onder meer ook de colleges van Emile Bréhier. Onder zijn medestudenten bevinden zich Georges Canguilhem en Raymond Aron (met wie hij bevriend zal blijven), Jean-Paul Sartre, Paul Nizan, Jean Hyppolite,... Van 1929 tot 1935 zal hij in de École Normale de rol van "agrégé-répétiteur" spelen, waarbij hij onder andere Maurice Merleau-Ponty, Etienne Borne, Jean Gosset, Georges Gusdorf en Albert Lautman, de wiskundige filosoof, op hun diploma voorbereidt. In 1929 geeft hij verslag van de historische discussie tussen Martin Heidegger en Ernst Cassirer op de "Cours universitaires de Davos".

### Wanderjahre: van Duitsland tot Straatsburg
Tijdens de jaren 1930-31 verblijft hij in Duitsland, nadat hij via Célestin Bouglé, directeur van het Centre de documentation sociale en later van de hele "École", een Rockefellerbeurs heeft verworven voor de studie van de Duitse jeugdbewegingen en van de evolutie van het Duitse protestantisme. (Bouglé was een belangrijke schakel in de Franse sociologische school, evenzeer beïnvloed door Émile Durkheim als door Georg Simmel. De ENS was in die tijd ook een tempel van de sociologie.) In het kader van die missie heeft Cavaillès talrijke contacten met theologen van de nieuwe dialectische school (zoals Karl Barth, Friedrich Gogarten), maar ook katholieke theologen (zoals Przywara en vooral Romano Guardini). Hij leest ook Kierkegaard. Hij ontmoet Edmund Husserl; en in de biografie vindt men daar een merkwaardig verslag van, met zin voor pathos en tragikomische humor. Hij volgt er ook de politieke ontwikkelingen op de voet en schrijft er artikels over, onder meer voor Politique en Esprit (zie Philosophia Scientiae 1998).
Het voornaamste doel van zijn Duitse verblijf ligt evenwel elders. In overleg met Brunschvicg is omstreeks 1928 de beslissing gevallen een proefschrift te schrijven over het ontstaan en de geschiedenis van de verzamelingenleer. Daartoe gaat hij in München, Berlijn, Hamburg, Göttingen de bronnen verzamelen en onderzoeken. Daartoe ook komt hij in contact met enkele van de grootste Duitse wiskundigen van die tijd: Abraham A. Fraenkel, Emmy Noether. Via Fraenkel en Noether komt hij uit bij de correspondentie tussen Georg Cantor en Richard Dedekind, welke hij samen met Emmy Noether in 1937 uitgeeft. Hij bestudeert verder het werk van David Hilbert, Felix Klein, Paul Bernays, Gerhard Gentzen, Leopold Löwenheim, Thoralf Skolem, Kurt Gödel, Jacques Herbrand, Arend Heyting en andere mathematici en logici. Studie van mathematische logica was op Herbrand na totaal ongebruikelijk in Frankrijk, en zelfs voorwerp van argwaan, onder invloed van figuren als Henri Poincaré en, jawel, Cavaillès' eigen promotor Brunschvicg. In de loop van zijn onderzoek komt Cavaillès gaandeweg tot het besluit dat zijn oorspronkelijk project (de verzamelingenleer) de rol van "thèse complémentaire" toebedeeld zal krijgen, en de "thèse principale" zal gaan over de oplossingspogingen die in het werk van genoemde metamathematici en logici worden uitgewerkt voor de zogenaamde crisis van de verzamelingenleer. Op die manier zal de "thèse principale" qua onderwerp chronologisch aansluiten op de "thèse complémentaire". Beide "thèses" verdedigt hij in 1938 aan de Sorbonne. Voordien zou hij, tijdens de afwerking van zijn proefschriften, nog twee jaar in de hogere jaren aan het "lycée" van Amiens lesgeven (1936-38): filosofie en literatuur. Op het programma staan Valéry, Rimbaud, poëtisch ritme en verstechnieken, maar ook Proust; en dat gebeurt niet volgens recepten van onderwijskundigen avant la lettre, maar wel verrassend interactief. Eveneens in Amiens leert hij de legendarische Lucie Aubrac kennen, toen nog gewoon Lucie Bernard, en ook Raymond Samuel (later Raymond Aubrac). Hij overtuigt hen ervan, en met hen Georges Canguilhem en andere leerlingen van Alain, dat pacifisme niet de meest geschikte houding is om het oprukkende nazisme het hoofd te bieden.
In 1938 en 1939 zal Cavaillès logica en wetenschapstheorie alsook "philosophie générale" doceren in Straatsburg. Daar zal hij vriendschappen aanknopen of heraanknopen met leden van de polycefale groep Bourbaki die de formele en abstracte wiskunde in Frankrijk een hoge vlucht zou geven: Charles Ehresmann, André Weil, Henri Cartan, Jean Dieudonné, Claude Chevalley. Met Albert Lautman, zijn Frans-Joodse vriend die eveneens in het verzet zou omkomen, houdt hij een gezamenlijke sessie "La pensée mathématique" voor de "Société française de philosophie", waar Lautman zijn platonisme verdedigt en Cavaillès daartegenover zijn interne rationaliteit en autonomie van de wiskunde stelt. Eveneens in 1939 redigeert Cavaillès een artikel "Du collectif au pari" waar hij het statuut en de rol van de probabiliteitstheorie bespreekt, en in de discussie over de interpretatie van een probabiliteit (Is het een frequentie? Is het een graad van geloof?) verdedigt hij de laatste optie: het probabiliteitsoordeel als gok. Het opmerkelijke is ook, dat Cavaillès na dertien jaar terugkomt op het onderwerp van zijn "diplôme d'études supérieures", onderwerp destijds gesuggereerd door Brunschvicg en waarvan hij het belang aanvankelijk niet erg inzag. Dit betekent voor de globale duiding van zijn werk vooral ook dit: dat hij voortaan wel de relatie tussen wiskunde en wereld, en vooreerst tussen wiskunde en fysica, als een belangrijk thema erkent, ongeacht alle nadruk op de autonomie van de wiskunde. Dit is onder meer ook van belang om het project van zijn "filosofische testament" Sur la logique et la théorie de la science (infra) min of meer volkomen inzichtelijk te maken.

### Tweede Wereldoorlog
Bij het begin van de oorlog wordt Cavaillès gemobiliseerd als officier; in juni 1940 wordt hij gevangengenomen. Hij onstnapt tijdens het transport in België en vervoegt de Universiteit van Straatsburg die teruggetrokken is in Clermont-Ferrand. Daar sticht hij met Lucie Aubrac en Emmanuel d'Astier de la Vigerie de verzetsbeweging 'Libération-Sud" en het blad "Libération". Tot de netwerken die vandaaruit zullen ontstaan zullen ook mensen als Raymond Aubrac, Jean Gosset, Yves Rocard, Georges Canguilhem, Pierre-Yves Canu, Christian Pineau, Cavaillès' zus Gabrielle Ferrières en schoonbroer Marcel Ferrières behoren, naast zovele anderen: zie Ferrières (1950/2003) en het boek van Alya Aglan en Pierre Azéma (2002). In 1941 wordt Cavaillès plaatsvervangend benoemd aan de Sorbonne voor de leerstoel Logica en Wetenschapsfilosofie. Naast die opdracht gaat hij zich dieper en dieper in de clandestiniteit begeven.Tijdens een tweede gevangenschap in 1942, na arrestatie bij een poging om de leiding van France libre in Londen te bereiken, schrijft Cavaillès zijn filosofisch testament, in 1947 postuum uitgegeven door Georges Canguilhem en Charles Ehresmann onder de bewust neutraal gehouden titel Sur la logique et la théorie de la science. Met het voltooide manuscript onder de arm ontsnapt hij, graaft zich nog dieper in in de clandestiene actie, die van langsom een meer militair karakter van directe actie en sabotage aanneemt. In februari 1943 weet hij dan toch Londen te bereiken waar hij met Charles de Gaulle en zijn omgeving onderhandelt over betoelaging van, verbindingen met en tussen, en coördinatie tussen de diverse verzetsbewegingen. Terug in Frankrijk in april raakt hij steeds dieper verstrengeld in acties van sabotage en spionage, onder meer ten aanzien van de Kriegsmarine en de Duitse radiobakens op de kustlijn. De acties, individueel en in wisselende groepen, onder alsmaar nieuwe schuilnamen, reiken in het Noorden ook tot in de Belgische netwerken. Uiteindelijk blijkt zijn eigen netwerk Cohors geïnfiltreerd. Op 28 augustus volgt de definitieve arrestatie en opsluiting, samen met zes andere leden, waaronder zijn zus en schoonbroer. Na vijf maanden komt zijn zuster vrij, haar echtgenoot wordt samen met de vijf anderen gedeporteerd en zal terugkeren uit Buchenwald; Cavaillès zelf echter wordt ten slotte, nadat de bezetter zich eindelijk de hoeveelheid van zijn schuilnamen en dus de radius van zijn actie heeft gerealiseerd, door een Duits militair tribunaal ter dood veroordeeld en op 17 februari 1944 gefusilleerd.

## Oeuvre
Cavaillès schreef in zijn korte leven een reeks teksten die handelden over epistemologische problemen omtrent wetenschap en wiskunde. De bekendste tekst is Sur la logique et la théorie de la science (geredigeerd 1942, in gevangenschap). In dit werk bekritiseerde hij onder meer het logisch positivisme van de Wiener Kreis en Husserls transcendentaal project. Dit laatste geeft een nieuwe uitwerking aan Kants transcendentale logica, en ook Kant en het neokantianisme spelen dus een belangrijke rol in dit filosofisch testament: Kant had de moderne vraagstelling over wetenschap juist geformuleerd - hoe zijn zuivere wiskunde en theoretische fysica mogelijk? - maar de Kantiaanse antwoorden voldoen niet meer, en al zeker niet voor de wetenschap van vandaag. Doch ook Husserls fenomenologie komt in de problemen. Zo plaatste hij na grondige analyse van Husserls Formale und transzendentale Logik (1931) diens transcendentale fundering van de logica voor een dilemma: als die logica transcendentaal wil zijn, kan ze niet absoluut gelden, en als ze absoluut wil gelden, kan ze niet transcendentaal zijn. Cavaillès was ook de eerste om het conflict te zien tussen Husserls ideaal van de volledigheid van axiomatische theorieën en Gödels onvolledigheidsstellingen. Verder verzette hij zich ook tegen het radicale formalisme en het logicisme (Frege, Russell, Carnap) in de wiskunde; zelf probeerde hij een vorm van dialectiek te denken binnen de wiskunde. Zijn filosofie werd door hemzelf en door andere auteurs ook omschreven als een vorm van spinozisme. Hij geldt, onder meer ook in dat opzicht, als een belangrijk pionier van het naoorlogse Parijse structuralisme. Die invloed en die lijn werden door denkers als Georges Canguilhem, Gilles-Gaston Granger en Michel Foucault als een belangrijke traditie naast en tegenover het sartriaanse existentialisme en de fenomenologie geplaatst, ook wat betreft het denken over mens en cultuur. Een filosofie van het cogito zou plaats moeten ruimen voor een filosofie van het concept, aldus de beroemde slotformule van Sur la logique: "Geen filosofie van het bewustzijn, maar een filosofie van het concept is in staat een wetenschapstheorie op te leveren. De voortbrengende noodzakelijkheid is niet deze die een activiteit kenmerkt, maar is die van een dialectiek."
Zijn filosofie valt te plaatsen binnen een bredere traditie van Franse wetenschapsfilosofen of epistemologen. Zo schreef hij zijn doctoraatsthesissen bij Léon Brunschvicg. Specifieker is hij vooral beïnvloed door een reeks filosofen die zich in de eerste plaats met wiskunde en logica bezighielden, zoals David Hilbert, Kurt Gödel, Georg Cantor en Dedekind, Emmy Noether, Jacques Herbrand. Hij beïnvloedde en werkte samen met zijn jongere vriend in filosofie en verzet Albert Lautman. Zijn denken was invloedrijk bij auteurs als Gaston Bachelard, Georges Canguilhem, Raymond Aron, Louis Althusser, Jules Vuillemin, Michel Foucault, Gilles-Gaston Granger, Suzanne Bachelard en Jean-Toussaint Desanti. Vandaag grijpen een aantal epistemologen van twee volgende generaties in Frankrijk terug op zijn werk; zo onder meer Hourya Benis Sinaceur, Gerhard Heinzmann, Baptiste Mélès, Dominique Pradelle, Brice Halimi, Elisabeth Schwartz. In België en Nederland beïnvloedde hij - en werd de studie van zijn werk opgenomen bij - Jean Ladrière, Herman Roelants, Paul Cortois en Wim Klever.

### Jeugdwerk
Daarnaast is ook zijn (tot hiertoe vrijwel vergeten) jeugdwerk van metafysische, godsdienstfilosofische en godsdienstsociologische aard aan herontdekking toe. Hier blijkt hij, vanuit zijn protestantse achtergrond en ook vanuit de oecumenische belangstelling uit zijn jongere jaren, beïnvloed geweest te zijn door nieuwe dialectische theologen als Karl Barth en Romano Guardini, met wie hij (ook persoonlijk) kennismaakte tijdens zijn langere studieverblijven in Duitsland. Via deze connectie en ook via zijn leermeester Brunschvicg zijn er lijnen te trekken tot bij Blaise Pascal. De merkwaardige verhouding bij deze laatste tussen rationaliteit en leven staat daarbij mee op de voorgrond. Cavaillès' reflectie gold niet enkel de wiskunde, maar ook het verband zowel als de spanning tussen het zuiver en autonoom wiskundige enerzijds, met zijn verbanden van interne noodzaak, en anderzijds de wereld (vooreerst maar niet alleen als object van de fysica) waarin we handelen en waar gebeurtenissen plaatsvinden. Deze kunnen in hun historische contingentie enkel het voorwerp uitmaken van een "gok", die overigens het wezen uitmaakt van de probabiliteit, de modus die ons optreden in de wereld kenmerkt. Toch is er iets wat ook hier aan deze contingentie ontsnapt: een morele noodzakelijkheid, mogelijk gemaakt door een pascaliaanse "oubli de soi" die, desnoods tegen elke overlevingswaarde in, de oproep fundeert tot verzet. Verzet dat onverzettelijk wordt volgehouden tegen de macht en de arbitrariteit van de feiten in. Hier ziet men, niet alleen in de vroege en onrijpe begintijd, maar juist tot en met het eind - in leven en werk - in sterven en erfenis - gemanifesteerd eerder dan in teksten uitgeschreven -, hoe in de unieke figuur van Cavaillès, bij die logicus "volgestouwd met explosieven" (dixit Canguilhem), Spinoza kan convergeren met denkers die het subject evenzeer transformeren én onderschikken aan een eis die het te boven gaat zoals Hegel (dixit Ladrière, net als Dominique Dubarle, Elisabeth Schwartz) én Blaise Pascal (dixit Cortois).

### Thèses
Begin 1938 verdedigt Cavaillès zijn beide "thèses" aan de Sorbonne. In Remarques sur la formation de la théorie abstraite des ensembles (ondertitel: Etude historique et critique) komt het erop aan door middel van een casestudy aan te tonen dat de geschiedenis van de wiskunde eigenlijk geen geschiedenis is, want de temporele ontwikkeling is er gekenmerkt door een noodzakelijkheid in de manier waarop nieuwe conceptuele systemen voortkomen uit reeds gevestigde. Geschiedenis - ook van de wetenschap - in de courante zin van het woord is gekenmerkt door een zekere mate van contingentie en relativiteit (ten opzichte van de cultuur, de psychologie, evenementiële factoren ...). Welnu, de wording van de wiskunde ontsnapt daar voor een essentieel stuk aan: wat er gesanctioneerd wordt en overblijft is wat via een kern van noodzakelijkheid uit het oude is voortgekomen, en er bovenuit groeit. Dit betekent evenwel niet dat het om een logische noodzakelijkheid gaat, in de zin van de pure logica. De logicistische poging om elke wiskundige theorie te funderen in een daaraan voorafgaand systeem van formele redeneerprincipes slaat evenzeer de bal mis. Ook de verzamelingentheorie zelf is niet het absolute fundament dat voorafgaat aan alle andere wiskundige theorieën. Getuige daarvan de paradoxen die in de verzamelingenleer zelf zullen opduiken, ironisch genoeg op het moment zelf (rond 1900) waarop de theorie eindelijk ingang en aanvaarding zou vinden, omwille van haar belangrijke toepassingen. De noodzakelijkheid in de ontwikkeling van de wiskundige concepten is dus eigen aan haar niet-historische historiciteit: in de onvoorspelbare overgang waarin essentiële nieuwheid ontstaat is een kern aanwezig die zich onontkoombaar opdringt als uitbreiding en verdieping van de vorige stadia en waarbij nieuwe problemen in het verlengde van de oude pas effectieve antwoorden krijgen.
Die houding kan evenwel pas een geloofwaardige kijk bieden op de verzamelingenleer, zeker als poging om de wiskunde ultiem te unificeren, indien de crisis van de paradoxen van een oplossing kan worden voorzien. Dat is net de vraagstelling van de "thèse primaire" Méthode axiomatique et formalisme (ondertitel: Essai sur le problème du fondement des mathématiques). Hier worden de drie klassieke scholen voorgesteld welke dat antwoord moesten bieden: intuïtionisme (Brouwer, Heyting), logicisme (Frege, Russell), en formalisme of bewijstheorie (Hilbert). Het intuïtionisme blijkt daarbij te schatplichtig aan kantiaanse en andere constructivistische in- en aspiraties, en vooral: het perkt op absolutistische wijze de wiskundige praktijk in, op grond van een a-priorische afwijzing van de klassieke logica. Indien de oplossing het kind (de klassieke analyse) met het badwater (de paradoxen) weggooit, moet het devies van de wiskundige en de filosoof zijn: voorrang aan de praktijk! Wat onmisbaar is in het organische geheel van wiskundige theorieën zal door de verdere ontwikkeling ervan gelegitimeerd worden, amputatie is geen optie.
Het proces van het logicisme, anderzijds, was al gemaakt - het is evenzeer in strijd met de solidariteit tussen alle delen van dat organisme en de autonomie van de wiskunde als geheel, wanneer men er een elementair deel uit afzondert om dat de rol van fundament toe te kennen. Bovendien, oordeelt Cavaillès, zijn Russell en Whitehead er niet in geslaagd Freges project van reductie van wiskunde tot logica te reanimeren door middel van de logische typentheorie: deze laatste heeft minstens twee axioma's nodig (oneindigheid en reductibiliteit) die allesbehalve logisch evident zijn.
En ten slotte het formalisme dan: Hilberts bewijstheorie biedt de mogelijkheid om heel wat kenmerken van het (zeker ook moderne, abstracte) wiskundige denken te profileren: de rol van het teken als zintuigelijke basis die op zijn beurt vertrekpunt van thematisering en dus nieuwe, intern gegenereerde inhoud kan worden; de idealisering of uitbreiding van een objectdomein door de beperkingen opgelegd aan een bepaalde operatie op te heffen - op voorwaarde van consistentie en bewaring van reeds bereikte resultaten. Er is autonomie van de wiskunde (tegenover logica, tegenover fysica); er is plaats voor radicale nieuwheid, zonder de banden met de vorige theorieën te doorbreken.
Wat evenwel fout gaat in de poging tot formalistische fundering van de wiskunde, is de ambitieuze onderneming om de consistentie van alle wiskundige theorieën aan te tonen via de metatheorie: als men er maar in slaagt de consistentie van de analyse (en alle grotere theorieën) terug te voeren op deze van de aritmetica, en vervolgens een absoluut consistentiebewijs van deze laatste te leveren, dan zou het probleem zijn opgelost. Welnu, de onvolledigheidsstellingen van Gödel hebben - ruw gezegd - tot gevolg dat een dergelijk consistentiebewijs onmogelijk is. Loopt alles dan op een mislukking uit? Wat we te leren hebben uit de zogenaamde crisis is dat er geen absolute fundamenten zijn - en dat zij ook overbodig zijn. De wiskunde gaat haar eigen gang en zal telkens in een volgend stadium de nodige middelen ontwikkelen om de paradoxen of andere conceptuele moeilijkheden uit het overgeleverde stadium van antwoorden te voorzien. Zonder dat er ooit een definitieve fase met laatste antwoorden bereikt zal zijn. Dat alles betekent dat men de term "crisis" beter met het nodige voorbehoud zou hanteren. En een voorrang aan de wiskundige praktijk - de "wiskundige ervaring" zal Cavaillès ook zeggen - moet toekennen.

## Primaire Bibliografie
- Briefwechsel Cantor-Dedekind. E. Noether en J. Cavaillès (eds.), Paris, Hermann, 1937.
- Méthode axiomatique et formalisme - Essai sur le problème du fondement des mathématiques, Paris, Hermann, 1938.
- Remarques sur la formation de la théorie abstraite des ensembles, Paris, Hermann, 1938.
- « Du collectif au pari », Revue de métaphysique et de morale, 47, 1940, pp. 139–163.
- « La pensée mathématique », discussie met Albert Lautman (4 februari 1939), Bulletin de la Société française de philosophie, 40(1946), p. 1-39
- Transfini et continu, Paris, Hermann, 1947
- Sur la logique et la théorie de la science, Paris, PUF, 1947, 4de ed. Vrin, 1987
- Œuvres complètes de philosophie des sciences, Paris, Hermann, 1994
- "Un mouvement des jeunes en Allemagne", "L'Allemagne et le Reichstag", "Crise du protestantisme allemand", "La crise de l'église protestante allemande", Philosophia Scientiae. Travaux d'histoire et de philosophie des sciences. Studien zur Wissenschaftsgeschichte und -philosophie 3(1998)1 Jean Cavaillès. Rédigé par Gerhard Heinzmann.
- Libération: organe des Français libres, hebdomadaire, Paris, 1940-1944

## Secundaire Bibliografie
- Gabrielle Ferrières (voorwoord Jacques Bouveresse, nawoord Gaston Bachelard), Jean Cavaillès : Un philosophe dans la guerre, 1903-1944, Parijs, éd. Le Félin, coll. « Résistance - Liberté - Mémoire », 2003, 4e ed. (1e ed. 1950 PUF, 2e ed. 1982 du Seuil), 248 p.
- Jean Cavaillès, philosophe, résistant, Actes du Colloque d'Amiens, Amiens, 1985
- Hourya Benis Sinaceur, Jean Cavaillès. Philosophie mathématique, Parijs, PUF, 1994
- Hourya Benis Sinaceur, Cavaillès, Parijs, Les Belles Lettres, 2013
- Georges Canguilhem, Vie et mort de Jean Cavaillès, Allia, 1996
- Pierre Cassou-Noguès, De l'expérience mathématique : essai sur la philosophie des sciences de Jean Cavaillès, Parijs, Vrin, 2001
- Alya Aglan et Jean-Pierre Azéma (réd.), Jean Cavaillès Résistant ou La Pensée en actes, Parijs, Flammarion, 2002, 318 p.
- Paul Cortois, "The Structure of Mathematical Experience According to Jean Cavaillès", in Philosophia Mathematica (Series III) 4(1996), p. 18-41
- Paul Cortois, "Quelques aspects du programme épistémologique de Cavaillès", in Dialectica 48(1994)2, p. 125-141
- Philosophia Scientiae. Travaux d'histoire et de philosophie des sciences. Studien zur Wissenschaftsgeschichte und -philosophie Volume 3 (1998) Cahier 1. Jean Cavaillès. Rédaction Gerhard Heinzmann. Textes: 1) Jean Cavaillès - Chroniques d'Allemagne. ("Un mouvement des jeunes en Allemagne", "L'Allemagne et le Reichstag", "Crise du protestantisme allemand", "La crise de l'église protestante allemande"). 2) Contributions de Gilles-Gaston Granger, Laurent Douzou, Elisabeth Schwartz, Gerhard Heinzmann, Alain Michel, Paul Cortois. 174 p.
- Gilles-Gaston Granger, "Jean Cavaillès ou la montée vers Spinoza", in Les Études Philosophiques. Nouvelle Série 2 (1947)3/4
- Dominique Pradelle, "Vers une genèse a-subjective des idéalités mathématiques: Cavaillès critique de Husserl", in Archives de Philosophie 76(2013)2
- Dominique Dubarle, "Le dernier écrit philosophique de Jean Cavaillès (I et II)", in "Revue de métaphysique et de morale" 53 (1948)3 en 4
- Jan Sebestik, "Postface" à J. Cavaillès, Sur la logique et la théorie de la science, 5e ed., Vrin, 1997, p. 91-142
- Fabienne Federini, Écrire ou combattre. Des intellectuels prennent les armes (1942-1944), Parijs, La Découverte, coll. « Textes à l'appui », 2006
- Pascal Engel, "Vies parallèles : Rougier et Cavaillès", in Philosophia Scientiae, 10(2006)2, p. 1-30
- Baptiste Mélès, "Pratique mathématique et lectures de Hegel, de Jean Cavaillès à William Lawvere", in Philosophia Scientiae 16(2012), p. 153-182
- Wim N.A. Klever, "Wiskunde en dialectiek: een onderzoek van enkele belangrijke geschriften uit de traditie van de Franse epistemologie", in Id., Dialectisch denken. Over Plato, wiskunde en de doodstraf, Het Wereldvenster, 1981.

- Bibliothèque nationale de France: cb11895625r (data)
- Catàleg d'autoritats de noms i títols de Catalunya: 981058526232706706
- Gemeinsame Normdatei: 120049724
- International Standard Name Identifier: 0000 0001 0908 478X
- Library of Congress Control Number: n82131805
- Base Léonore: LH//454/80
- Nationale Bibliotheek van Tsjechië: ola2002159585
- Nationale Bibliotheek van Israël: 987007259427905171
- Nederlandse Thesaurus van Auteursnamen: 067833861
- Système universitaire de documentation: 02757640X
- Virtual International Authority File: 64003173
- WorldCat: E39PBJwxGYHwGxXqbPq7VTkRrq